# Лура (тауншип, Миннесота)
Лура (англ. Lura) — тауншип в округе Фэрибо, Миннесота, США. На 2000 год его население составило 217 человек.

## География
По данным Бюро переписи населения США площадь тауншипа составляет 91,0 км², из которых 91,0 км² занимает суша, водоёмов нет.

## Демография
По данным переписи населения 2000 года здесь находились 217 человек, 81 домохозяйство и 63 семьи.  Плотность населения —  2,4 чел./км².  На территории тауншипа расположено 83 постройки со средней плотностью 0,9 построек на один квадратный километр. Расовый состав населения: 92,17 % белых, 1,84 % афроамериканцев, 3,69 % — других рас США и 2,30 % приходится на две или более других рас. Испанцы или латиноамериканцы любой расы составляли 4,15 % от популяции тауншипа.
Из 81 домохозяйства в 33,3 % воспитывались дети до 18 лет, в 65,4 % проживали супружеские пары, в 7,4 % проживали незамужние женщины и в 22,2 % домохозяйств проживали несемейные люди. 18,5 % домохозяйств состояли из одного человека, при том 8,6 % из — одиноких пожилых людей старше 65 лет. Средний размер домохозяйства — 2,68, а семьи — 3,02 человека.
27,2 % населения — младше 18 лет, 6,0 % — в возрасте от 18 до 24 лет, 25,8 % — от 25 до 44, 24,9 % — от 45 до 64, и 16,1 % — старше 65 лет. Средний возраст — 42 года. На каждые 100 женщин приходилось 102,8 мужчин.  На каждые 100 женщин старше 18 приходилось 107,9 мужчин.
Средний годовой доход домохозяйства составлял 40 625 долларов, а средний годовой доход семьи —  41 458 долларов. Средний доход мужчин —  28 438  долларов, в то время как у женщин — 23 125. Доход на душу населения составил 17 344 доллара. За чертой бедности находились 17,9 % семей и 15,3 % всего населения тауншипа, из которых 20,6 % младше 18 лет.